# Rod Smallwood

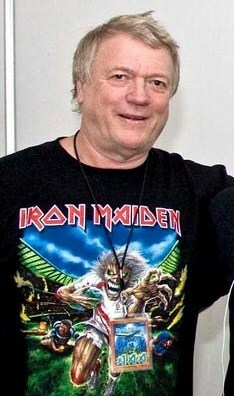
Rod Smallwood na Costa Rica em 2008

Roderick Charles "Rod" Smallwood (nascido em 17 de fevereiro de 1950) é um empresário musical britânico, mais conhecido por ser co-manager da banda de  heavy metal Iron Maiden. Com seu parceiro de negócios, Andy Taylor, o qual conheceu enquanto estudavam no Trinity College, Cambridge, ele fundou a Sanctuary Records Group em 1979, que acabou tornando-se a maior gravadora independente do Reino Unido e a maior empresa de gerenciamento de música independente do mundo até seu fechamento em 2007. Antes de empresariar o Iron Maiden, Smallwood trabalhou com Steve Harley & Cockney Rebel.